# Astrogorgia balinensis
Astrogorgia balinensis is een zachte koraalsoort uit de familie Plexauridae. De koraalsoort komt uit het geslacht Astrogorgia. Astrogorgia balinensis werd in 2006 voor het eerst wetenschappelijk beschreven door Hermanlimianto & van Ofwegen. 